# Lachnolaimus maximus
Lachnolaimus maximus är en fiskart som först beskrevs av Johann Julius Walbaum 1792.  Lachnolaimus maximus ingår i släktet Lachnolaimus och familjen läppfiskar. IUCN kategoriserar arten globalt som sårbar. Inga underarter finns listade i Catalogue of Life.